# Vall de la Murta
La vall de la Murta és una vall situada al terme municipal d'Alzira (la Ribera Alta, País Valencià). Forma part del Paratge Natural Municipal de la Murta i la Casella.
La vall, entre les serres del Cavall Bernat pel nord i de la Murta pel sud, s'obri cap al nord-oest i està flanquejada per imponents cresteries i cims com el Cavall Bernat (587 metres), la Creu del Cardenal (542 metres) o les Orelles de l'Asse (548 metres) pel nord. La serra de la Murta presenta altures més modestes que no superen els 350 metres sobre el nivell del mar i que la separen de la vall de la Casella amb qui forma una unitat geogràfica ben reconeguda i protegida sota la figura de Paratge Natural Municipal des de l'any 2004.
El barranc de la Murta drena la vall des del seu naixement des de la capçalera de la vall, replegant els tributs de petits barrancs i rieres com el del del Pont dels Oms, del Pou, de Racó de les Vinyes, de la Rabosa i de Patxorra. El barranc abandona la vall rodejat de camps de tarongers en direcció a la seua desembocadura al riu Xúquer.
La Murta es troba sotmesa a un microclima molt favorable, amb temperatures suaus i un elevat grau d'humitat, que li permeten atresorar un gran nombre d'espècies vegetals de valor endèmic. La riquesa de les seues terres també ha afavorit l'assentament agrícola i la seua explotació com testimonia el Monestir de Santa Maria de la Murta (del segle xvi).